# 조석견과 완성군 이귀정 묘역
조석견과 완성군 이귀정 묘역(趙碩堅과 莞城君 李貴丁 墓域)은 서울특별시 동작구 흑석동에 있는 조선시대의 묘지이다. 2001년 5월 10일 서울특별시의 기념물 제17호 완성군 이귀정 묘역(莞城君 李貴丁 墓域)로 지정되었다가, 2009년 6월 4일 조석견과 완성군 이귀정 묘역(趙碩堅과 莞城君 李貴丁 墓域)으로 문화재 지정명칭이 변경되었다.

## 개요
완성군 이귀정묘역은 이귀정을 비롯하여 그의 장인과 장모, 아들 상산군(商山君) 등 후손들의 묘역이며, 묘역 안과 주변에는 묘 10기와 석물이 다수 남아 있다.
이귀정은 조선 2대 왕인 정종의 증손으로 덕천군(德泉君) 이후생(李厚生)의 손자이다. 완성군은 9남을 두었는데, 차남 상산군 후손 중에서 이억손(李億孫)ㆍ이응(李凝)ㆍ이준(李準)ㆍ이명윤(李命允)ㆍ이익년(李翼年)ㆍ이규년(李奎年)ㆍ이기임(李基任)ㆍ이덕주(李德周)ㆍ이명은(李命殷)의 9명이 문과급제를 했다. 완성군의 4남 함풍군(咸豊君)은 외아들 이수광(李秀光)을 두었고 이수광의 3남 이유간(李惟侃)의 후손 중에서는 이경직(李景稷)ㆍ이경석(李景奭) 형제와 그 후손들이 자그만치 도합 34명이나 문과에 급제함으로써, 전주 이씨 문중의 소파로서는 단연 제일이었다.
함풍군가는 사상적으로 소론파인데, 일찍이 경직의 증손 이진유(李眞儒)가 신임사화(辛壬士禍) 때 노론을 배척하는 상소문의 우두머리가 되어 영조 6년(1730)에 죽음을 당하자, 아우 이진검(李眞儉)ㆍ이진휴ㆍ이진급(李眞伋)ㆍ이진위(李眞偉)도 일제히 벼슬을 버리고 강화도로 들어가 터를 잡고 조선 후기 양명학(陽明學)을 연구하여 강화학파(江華學派)를 형성하는 등 학문에도 많은 영향을 끼쳤다.
강화학파는 정제두(鄭齊斗)를 시조로 하는데 이후 이광명(李匡明)ㆍ이광사(李匡師)ㆍ이건방(李建芳) 등 가학(家學)으로 이어지고, 당쟁의 폐해를 비판하고 갑오개혁이 단행되자 강화로 낙향하였던 이건창(李建昌)과 일제강점기에 국학 진흥에 힘썼던 이건방의 제자 정인보(鄭寅普)에 의해 근대적 사상으로 발전되었다. 강화학파는 박은식(朴殷植)ㆍ신채호(申采浩)ㆍ김택영(金澤榮) 등 한말에 활약하였던 민족주의 학자들에게 사상적으로 큰 영향을 미쳤다.

## 같이 보기
- 강화학파 육대계승 (덕천군파)
- 이경직
- 육진팔광

## 참고 자료
- 조석견과완성군이귀정묘역 - 국가유산청 국가유산포털

 본 문서에는 서울특별시에서 지식공유 프로젝트를 통해 퍼블릭 도메인으로 공개한 저작물을 기초로 작성된 내용이 포함되어 있습니다.